# Centre pénitentiaire de Vendin-le-Vieil
Le centre pénitentiaire de Vendin-le-Vieil est un établissement pénitentiaire français situé à Vendin-le-Vieil, dans le département du Pas-de-Calais, en région Hauts-de-France. Ouvert en 2014, il est l'établissement-jumeau du centre pénitentiaire d'Alençon-Condé-sur-Sarthe et comprend l'une des maisons centrales les plus sécurisées de France.
Le 6 mars 2025, Gérald Darmanin annonce que les 100 plus gros narcotrafiquants français seront transférés à la prison de Vendin-le-Vieil.

## Histoire
Le chantier, prévu par la loi d'orientation et de programmation pour la justice du 19 septembre 2002 et débuté en novembre 2010, est livré le 11 septembre 2014 à l'administration pénitentiaire par le groupe de BTP Norpac, en groupement avec Quille Construction, le cabinet d'architecte Archi5prod et le bureau d'études Egis,,,. L'établissement est architecturalement identique au centre pénitentiaire d'Alençon-Condé-sur-Sarthe.
L'établissement accueille ses premiers détenus en mars 2015.

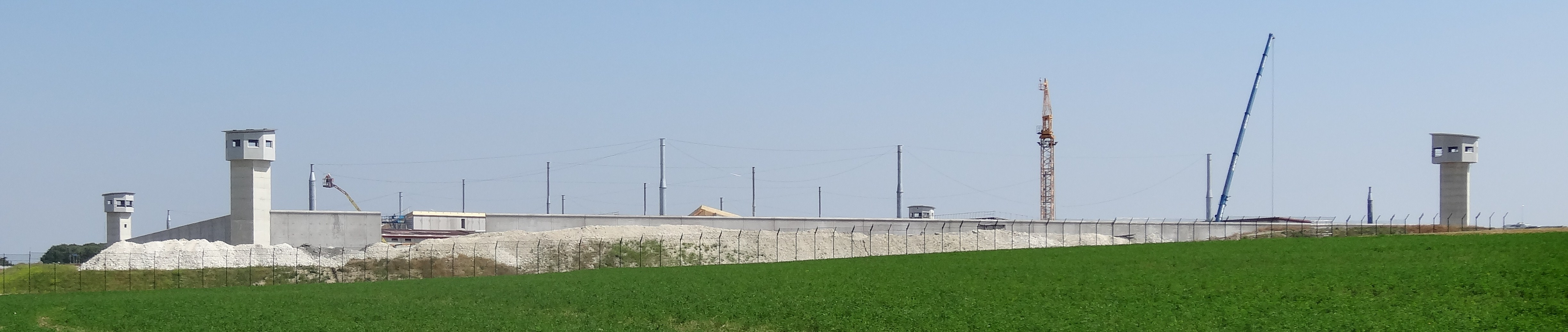
L'établissement en construction en 2013.

Dans son rapport de visite de 2017, le Contrôleur général des lieux de privation de liberté (CGLPL) indique que si l'établissement « dispose de moyens matériels et humains exceptionnels en qualité et en nombre » et « offre de bonnes conditions matérielles d’hébergement », les conditions de détention « n’offrent aucune perspective d’évolution » et les activités proposées aux personnes détenues « sont totalement détachées de toute préoccupation de réinsertion, même à long terme ».
Le centre pénitentiaire est, depuis le 22 juillet 2025, une prison de haute sécurité disposant d'un quartier homonyme ou « quartier de lutte contre la criminalité organisée ». 88 personnes y sont incarcérées, pour la plupart (80 %) dans l'attente de leur procès.

### Incidents

#### Septembre 2015
Le 9 septembre 2015, de 11 h à 14 h 20, le directeur adjoint du centre pénitentiaire de Vendin-le-Vieil, Fabrice Bels, est pris en otage dans la salle des audiences du quartier d'isolement par un détenu d'origine guadeloupéenne de 34 ans, Fabrice Boromée, revendiquant son transfert sur son île natale. Le 16 octobre 2015, Fabrice Boromée est condamné à huit ans de prison supplémentaires pour cet incident. Le 11 février 2016, cette peine est réduite en appel à six ans.

#### Juillet 2016
Le 5 juillet 2016, de 13 h 45 à 16 h 45, un surveillant pénitentiaire est pris en otage dans une cellule par deux détenus réclamant leur transfert vers un autre établissement pénitentiaire. Le surlendemain, ces derniers sont condamnés à huit ans de prison supplémentaires.

#### Novembre 2016
Le 17 novembre 2016, un détenu brésilien d'une quarantaine d'années, Adriel Souza da Silva, se suicide par pendaison dans sa cellule,. Son cadavre est découvert le lendemain matin par un agent pénitentiaire.

#### Janvier 2017
Le 9 janvier 2017, Jonathan Fragnière, qui purge une peine de vingt ans de réclusion criminelle (assortie d'une période de sûreté des deux tiers) pour « tentative de meurtre précédée d'actes de torture et de barbarie », est autorisé à se rendre dans la cellule de Geoffrey Debouver, qui purge une peine de vingt ans de réclusion criminelle pour homicide volontaire, afin de l'aider à rédiger un courrier,,,,. Dans le même temps, Franck Siegler, condamné à la réclusion criminelle à perpétuité (assortie de vingt ans de sûreté) pour assassinat, obtient l'autorisation d'aller téléphoner. Alors qu'il se trouve au poste-phone, il profite de la porte entrouverte pour entrer, lui aussi, dans la cellule de Debouver et l'étrangler avec un lacet de chaussure. La direction reproche aux surveillants de ne pas avoir « fermer la porte derrière eux [Fragnière et Debouver] », tandis que les syndicats reprochent à la direction d'avoir demandé aux surveillants de « retirer » Franck Siegler « de l’isolement », alors qu'elle était informée de ses menaces d'assassiner un codétenu pour obtenir un transfert, au 8 février 2017. Le 11 décembre 2019, Jonathan Fragnière est condamné à trente ans de réclusion supplémentaires (assortis de quinze ans de sûreté) et Franck Siegler à une nouvelle peine de réclusion criminelle à perpétuité (assortie de vingt-deux ans de sûreté), confirmée en appel. 

#### Janvier 2018
Le 11 janvier 2018, Christian Ganczarski, détenu islamiste allemand condamné pour avoir organisé l'attentat de Djerba en avril 2002, agresse trois surveillants pénitentiaires à l'aide d'une paire de ciseaux à bout rond et d'un couteau,. L'agression soulève la colère dans la profession et provoque un vaste mouvement social suivi dans plusieurs établissements pénitentiaires. Le 16 juin 2023, Christian Ganczarski est condamné par la cour d'assises spéciale de Paris à vingt ans de réclusion criminelle (contre douze requis par l'avocate générale Marine Valentin) pour « tentatives d'assassinats sur personnes dépositaires de l'autorité publique en relation avec une entreprise terroriste »,.

#### Avril 2018
Le 4 avril 2018, vers 6 h 30, Smaïn Aït Ali Belkacem, artificier des attentats de 1995 en France, met le feu à sa cellule pour obtenir un transfert. Dans le même temps, la cellule voisine est saccagée par son occupant, Nadir Mansouri, qui revendique également un transfert. L'incident provoque l'évacuation de tout le quartier d'isolement, soit sept détenus transférés en urgence vers les cours de promenade,. Le 9 janvier 2019, Smaïn Aït Ali Belkacem est condamné par le tribunal correctionnel de Béthune à un an de prison supplémentaire pour « dégradation ou détérioration de bien destiné à l’utilité publique »,. 

#### 2021 et 2022
En août 2021 et novembre 2022, deux détenus parviennent à escalader le toit de la prison et à y rester respectivement pendant une heure et demi et trois heures.

## Description
En France, un centre pénitentiaire est un établissement pénitentiaire regroupant plusieurs quartiers soumis à des régimes de détention différents.
Le centre pénitentiaire de Vendin-le-Vieil, d'une capacité de 238 places, comporte trois quartiers maison centrale pour hommes de 68 places chacun, un quartier maison d'arrêt pour hommes de 32 places et, hors enceinte, un quartier centre de détention de 34 places,. Outre les espaces de détention, l'établissement comprend une unité sanitaire en milieu pénitentiaire rattachée au centre hospitalier de Lens et quatre unités de vie familiale. Il ne dispose cependant pas d'un gymnase, « par mesure d’économie ».
L'établissement dépend de la direction interrégionale des services pénitentiaires de Lille et est rattaché au service pénitentiaire d'insertion et de probation (SPIP) du Pas-de-Calais. Il est situé sur le ressort du tribunal judiciaire de Béthune et de la cour d'appel de Douai.

## Détenus notables
- Salah Abdeslam, incarcéré du 5 au 8 février 2018[41],[42] et depuis le 6 juin 2024[43] ;
- Mohamed Amra, incarcéré depuis le 24 juillet 2025[44] ;
- Rédoine Faïd, incarcéré du 3 octobre 2018 à fin février 2022[45],[46] et depuis fin novembre 2023[47] ;
- Christophe Khider, incarcéré jusqu'au 11 décembre 2024[48] ;
- Franck Siegler, incarcéré de septembre 2016[24] au 8 février 2017[25] ;